# Aranyosegerbegy község
Aranyosegerbegy község (románul: Comuna Viișoara) község Kolozs megyében, Romániában. Központja Aranyosegerbegy, beosztott falva Mezőőrke.

## Fekvése
Az Aranyos folyó bal partján, Aranyosgyérestől két kilométerre helyezkedik el.

## Népessége
A 2011-es népszámlálás adatai alapján a község népessége 5493 fő volt.

## Nevezetességei
- Aranyosegerbegy református temploma a romániai műemlékek jegyzékében a CJ-II-m-B-07809 sorszámon szerepel.

## Híres emberek
- Aranyosegerbegyen született Mircea Dragoș Biji (1913-1992), statisztikus, a Román Akadémia levelező tagja.